# Дома 1211 км
Дома 1211 км — хутор в Балезинском районе Удмуртии России. Население — 2 человека (2007).

## География
Деревня стоит на маленькой реке Унтемка — притоке реки Чепца.
В деревне одна улица вдоль железной дороги.

## История
Деревня выросла из остановки вблизи деревни Адам.
До 2021 года входил в Воегуртское сельское поселение. После его упразднения входит в образованный муниципальный округ Балезинский район, согласно Закону Удмуртской Республики от 17.05.2021 № 49-РЗ к 30 мая 2021 года.

## Население
| 2010 | 2012 | 2014 |
| ---- | ---- | ---- |
| 0    | →0   | ↗2   |

## Инфраструктура
Путевое хозяйство.

## Транспорт
Доступен автомобильным и железнодорожным транспортом.